# Parafia Podwyższenia Krzyża Świętego i św. Stanisława Biskupa i Męczennika w Hajnówce
Parafia pw. Podwyższenia Krzyża Świętego i św. Stanisława Biskupa i Męczennika w Hajnówce – rzymskokatolicka parafia należąca do dekanatu Hajnówka, diecezji drohiczyńskiej, metropolii białostockiej, erygowana 3 maja 1923 r. przez biskupa wileńskiego Jerzego Matulewicza. Siedziba parafii znajduje się w Hajnówce.

## Historia parafii
Jej pierwszym proboszczem był ks. Antoni Mioduszewski, początkowo urządził on kaplicę w poniemieckim budynku kinowym. Od 1948 r. trwały prace nad wybudowaniem murowanego kościoła. Dzięki staraniom ks. proboszcza Ignacego Wierobieja pierwszy etap budowy został zakończony w 1965 r.
W 1975 r. zostały zakupione organy 28-głosowe z kościoła ewangelicko-augsburskiego w Jedlinie Zdroju. W roku 1997 nowym proboszczem został ks. Marian Świerszczyński, który powiększył tereny przykościelne i zaczął malowanie polichromii we wnętrzu kościoła. Obok kościoła stoi murowana plebania wzniesiona w latach 1978–1980.  
Od 1997 r. w parafii istnieje Hajnowska Fundacja Muzyki Kameralnej i Organowej, która zaczęła w okresie letnich wakacji organizować koncerty organowe.
Z części parafii 3.09.1995 r. ks. bp Antoni Dydycz wydzielił i erygował parafię pod wezwaniem Świętych Cyryla i Metodego, pierwszym proboszczem został mianowany ks. Zygmunt Bronicki. Parafia pw. Podwyższenia Krzyża Świętego w Hajnówce liczy obecnie ok. 5000 katolików.

## Miejsca święte

### Kościoły filialne i kaplice
Kaplica w Hajnówce – kaplica szpitalna pw. Matki Bożej Uzdrowienia Chorych w Zespole Opieki Zdrowotnej w Hajnówce. W dniu 16 maja 1997 roku została poświęcona przez ks. Antoniego Dydycza.

## Działalność parafialna

### Zgromadzenia zakonne
- Zgromadzenie Sióstr Misjonarek Świętej Rodziny (Misjonarki) – MSF w parafii od 4 września 1945 roku.
- Mniszki Klaryski od Wieczystej Adoracji – w parafii od 25 stycznia 2003 roku.

## Obszar parafii

### Miejscowości i ulice
W granicach parafii znajdują się miejscowości:

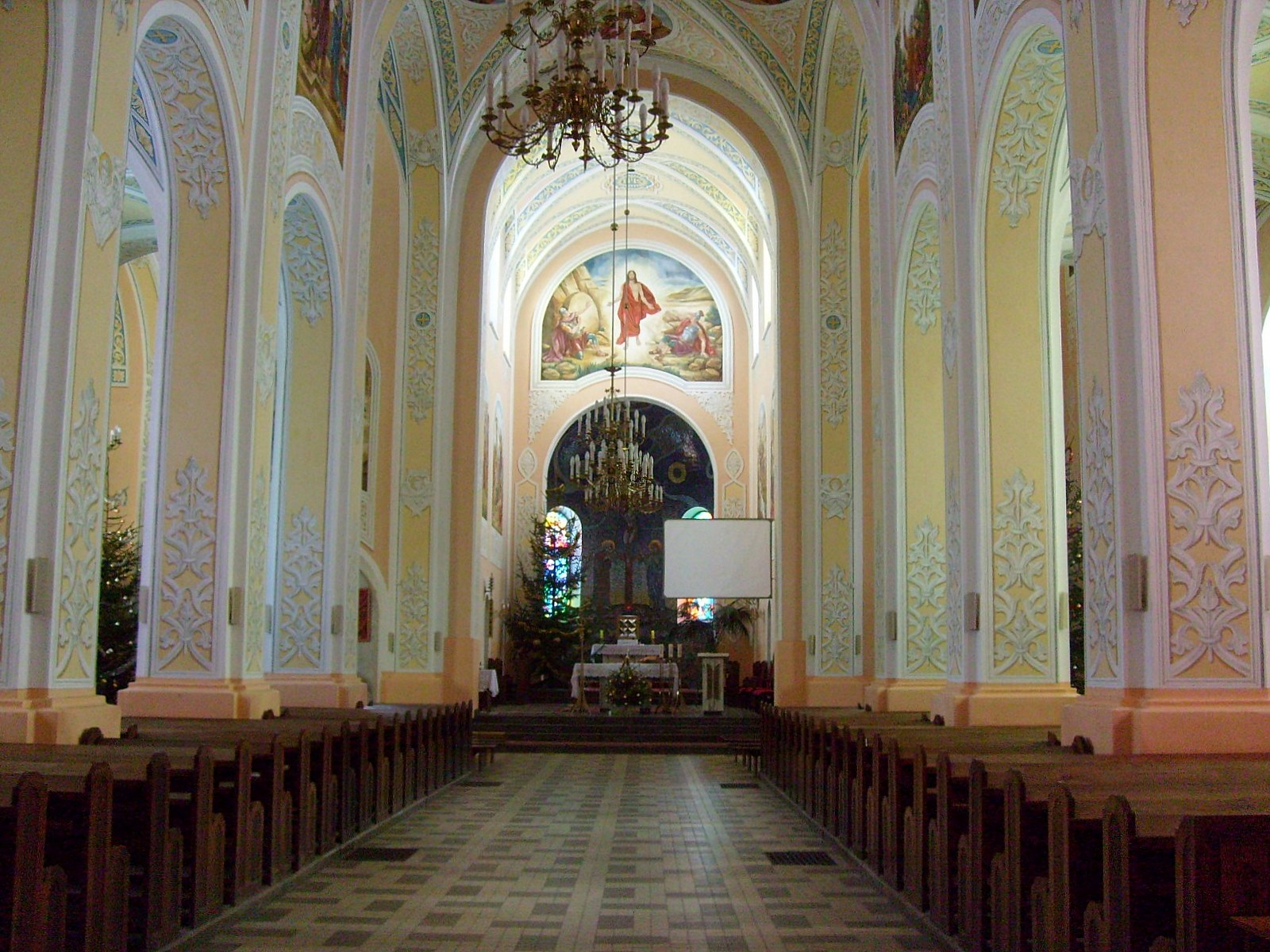
Kościół pw. Podwyższenia Krzyża Świętego w Hajnówce (wnętrze)

- Bielszczyzna,
- Borek,
- Chytra,
- Czyże,
- Czyżyki,
- Dubicze Osoczne,
- Dubiny,
- Dubińska Ferma,
- Jagodniki,
- Kojły,
- Kotówka,
- Lipiny,
- Mochnate,
- Morze,
- Nowoberezowo,
- Nowokornino,
- Osówka,
- Pasieczniki Duże,
- Podrzeczany,
- Postołowo,
- Progale,
- Puciska,
- Rakowicze,
- Sawiny Gród,
- Siemiwołoki,
- Skryplewo,
- Stare Berezowo,
- Stary Kornin,
- Szostakowo,
- Trywieża,
- Wasilkowo,
- Wygoda
- Zbucz

## Duszpasterstwo

### Proboszczowie parafii
- ks. Antoni Mioduszewski – ur. w 1885 r. W roku 1918 przyjął święcenia kapłańskie. Proboszcz od 7.05.1923 r. do 8.06.1934 r. Zmarł w Ośnie Lubuskim w 1971 r.
- ks. Paweł Stepek – ur. w 1877 r. w Haczkowie, w 1912 r. przyjął święcenia kapłańskie. Od 30.06.1934 r. do 19.09.1939 r. był proboszczem w Hajnówce. Zmarł w 1953 r.
- ks. kan. hon. Józef Moniuszko – ur. w 1887 r. w Petersburgu, kapłan od 1913 r., doktor filozofii. Był proboszczem od 8.12.1939 r. do 17.08.1947 r. W 1943 aresztowany i więziony przez Gestapo. Zmarł w 1958 r.
- ks. kan. hon. Ignacy Wierobiej – ur. 20.01.1887 r. w Kamienicy. Święcenia kapłańskie przyjął w 1919 r. Proboszcz hajanowski od 1947 do 1970 r. Budowniczy kościoła parafialnego, z zamiłowania historyk, jedna z głównych ulic Hajnówki nosi jego imię. Zmarł w 1970 r.
- ks. kan. Alfons Trochimiak – ur. 1.01.1934 r. w Gródku n. Bugiem. Kapłan od 1957 r. Dziekan Dekanatu Hajnowskiego (1995–1996), proboszcz od 1970 r. do śmierci w 1996 r.
- ks. prał. Marian Świerszczyński – ur. 18.07.1939 r. w Boćkach. Święcenia kapłańskie uzyskał w 1963 r. Dziekan Dekanatu Hajnowskiego (1997–2007), kan. gremialny Drochiczyńskiej Kapituły Diecezjalnej (od 1997 r.), kapelan Jego Świątobliwości (od 2003 r.), proboszcz w latach 1997–2007. Zmarł po długiej chorobie w Hajnówce w 2007 r.
- ks. kan. Józef Piotr Poskrobko – ur. 29.06.1960 r. w Narwi. Święcenia kapłańskie przyjął w 1985 r., diecezjalny duszpasterz leśników i kapelan myśliwych, od 2008 r. wicedziekan Dekanatu Hajnowskiego, proboszcz w latach 2007–2019.
- ks. prał. Zbigniew Niemyjski – ur. 24.06.1964 r. w Ciechanowcu. Święcenia kapłańskie przyjął 11 czerwca 1989 r. Proboszcz od 1 lipca 2019 r.[3]

### Wikariusze
- ks. Mieczysław Suwała – wikariusz od 1957 do 1959 oraz od 1962 do 1963